# Carl Eduard Cramer
Carl Eduard Cramer (ur. 4 marca 1831 w Zurychu, zm. 24 listopada 1901 tamże) – szwajcarski botanik i mykolog.
Studiował na Uniwersytecie w Zurychu i Fryburgu, gdzie w 1855 uzyskał stopień doktora. W 1857 został wykładowcą, a później profesorem botaniki (1861–1901) w Eidgenössische Technische Hochschule. W latach 1880–1883 prowadził także zajęcia na Uniwersytecie w Zurychu i był dyrektorem jego ogrodu botanicznego od 1882 do 1893 roku. Specjalnością Cramera była fizjologia, genealogia i wzrost komórek roślinnych. Prowadził szeroko zakrojone badania w dziedzinie bakteriologii, teratologii roślin i roślin zarodnikowych. Był autorem wielu dzieł botanicznych, w tym 4-tomowego „Pflanzenphysiologische Untersuchungen” wydanego w latach 1855–1858, którego współautorem był Carl von Nägeli.
W nazwach naukowych opisanych przez niego taksonów dodawany jest skrót jego nazwiska C.E.Cramer.